# World Community Grid
A World Community Grid (magyarul Közösségi Világháló) célja a világ legnagyobb nyilvános számítógéphálózatának létrehozása az emberiség javát szolgáló kutatási projektek elvégzéséhez. Az IBM finanszírozza és tartja fenn; jelenleg Windows, Linux és Mac OS X operációs rendszerek alól érhető el.
A program az elosztott rendszereknek azt az előnyét használja ki, hogy az összekapcsolt gépek együttes számítási kapacitásával több millió dolláros szuperszámítógépek építését lehet megspórolni külön energia, pénz, idő vagy munka ráfordítása nélkül, pusztán az egyébként kárba vesző számítógépes teljesítmény jobb kihasználásával. 2009 márciusáig a World Community Grid több mint 434 000 tagja több mint 1 200 000 számítógépen telepített programmal eddigi közreműködése révén összesen közel 227 000 év gépidőt fordított eddig orvosi kutatásokra (ez egy-egy átlagos napon kb. 137 évnyi számítási munkát jelent).

## Működése
A World Community Grid szoftvere az internetre kötött számítógépek sokaságának kihasználatlan teljesítménye révén hoz létre olyan számítási kapacitást, amellyel a fenti jótékony célú projektek hatékonyan megvalósíthatók.
A program képernyővédőként működik, így csak akkor veszi igénybe a számítógép erőforrásait, amikor az egyébként üresjáratban működne. Amikor a felhasználó visszatér a gépéhez, a teljes erőforrást visszakapja. A programot alkalmazásként is lehet futtatni: ilyenkor folyamatosan fut a háttérben, hacsak külön ki nem kapcsolják, illetve fel nem függesztik a működését.
(Megjegyzés: A jelenleg ajánlott kliens, a BOINC folyamatosan fut a háttérben nagyon alacsony prioritással. Ilyen módon ha a gépben van elég memória, a felhasználó csak ritkán veszi észre, hogy jelen van, viszont minden másodpercnyi üresjáratot kihasznál.)
Míg sok nyilvános közösségi hálózatot, például a SETI@Home Classicot és a Folding@home-ot egy-egy bizonyos projekt elvégzésére szántak, a World Community Grid számos humanitárius célú projektet végez saját keretein belül. A projekteket egy tanácsadó testület hagyja jóvá, melynek tagjait számos jelentős kutatóintézet és egyetem, valamint az ENSZ és az Egészségügyi Világszervezet delegálja.
A felhasználók a hálózaton belül csapatokhoz is csatlakozhatnak, amelyeket szervezetek, csoportok vagy egyének egyaránt létrehozhatnak. Ezek a csapatok nagyobb közösségi tudatot tesznek lehetővé, és ösztönözhetik a versenyt.
A World Community Grid abban is különbözik a többi hálózati projekttől, hogy többféle hálózati infrastruktúrát is támogatnak. A nyílt forráskódú BOINC-kliens Linux, Windows és Mac alól érhető el, a United Devices saját Grid MP-je pedig csak Windows alól.

## Elvégzett projektek

### Human Proteome Folding Phase 1 („Emberi proteomok létrehozása, 1. fázis”)
A hálózaton futtatott első jelentős projekt a Human Proteome Folding Project vagy HPF1 volt, amely az emberi fehérjék felépítését kívánta előrejelezni. Az Institute for Systems Biology munkatársa, Richard Bonneau által kidolgozott projekt az egyes fehérjék valószínű szerkezetét kívánta létrehozni Rosetta Score-ral. A kutatók reményei szerint ezekből az előrejelzésekből megjósolhatják a sok millió különböző fehérje szerepét. Az emberi fehérje jobb megértése létfontosságú lehet az emberi betegségek gyógymódjának megtalálásában. Ez a projekt hivatalosan 2006. július 18-án ért véget.

### Help Defeat Cancer („Segíts a rák legyőzésében”)
Ezt a projektet 2006. július 20-án indították el. Célja a mell, a fej és a nyak rákos megbetegedésének célzottabb gyógyítása. Nagyszámú szövetmintát dolgoztak fel, majd képszűrő eljárásokkal vizsgálták őket. A projektet 2007 áprilisában fejezték be.

### Genome Comparison („Genom-összehasonlítás”)
A Genome Comparison projektet 2006. november 21-én indította a Rio de Janeiró-i Fiocruz intézet. Különböző élőlények génszekvenciáit vetette össze egymással, és hasonlóságokat keresett közöttük. A tudósok reményeik szerint felderíthetik, milyen szerepe van az egyes génszakaszoknak egy-egy élőlény bizonyos működésében, azáltal hogy összehasonlítják egy másik élőlény ismert szerepű hasonló génszakaszával. Több mint 3700 évnyi gépidő után 2007. július 21-én fejezték be.

## Jelenleg is futó projektek

### FightAIDS@Home („Küzdj otthonról az AIDS ellen”)
A FightAIDS@Home projekt 2005. november 15-én indult a World Community Grid első olyan projektjeként, amely egy bizonyos betegség kutatását tűzte ki célul. Minden egyes számítógép egy lehetséges gyógyszermolekulát vizsgál, és teszteli, mennyire tudna ez a molekula proteázinhibitorként rákapcsolódni a HIV-proteázra. A FightAIDS@Home 2003 májusáig az Entropia cég elosztott számítási felületét használta.
2009 márciusáig a felhasznált gépidő több mint 92 000 év.

### Human Proteome Folding Phase 2 („Emberi proteomok létrehozása, 2. fázis”)
A harmadik projekt, a Human Proteome Folding Phase 2 (HPF2) 2006. június 23-án indult. Ez a projekt a HPF1 munkáját folytatva az emberi fehérjékre összpontosít, különös tekintettel a sejtek felszínén lévő fehérjékre és a biomarkerekre, valamint a Plasmodiumra, a malária okozójára.
A HPF2 az első fázistól eltérően a fehérjék jobb felbontású modelljeit vizsgálja, ami jóval hatékonyabb, viszont nagyobb számítási kapacitást igényel.
Ez volt az első projekt, amelyet kizárólag a World Community Grid futtatott, bármelyik másik hálózati projekt bevonása nélkül. Nyilatkozatuk szerint minden további projektet önállóan fognak végezni. 2009 márciusáig a felhasznált gépidő több mint 42.000 év.

### Help Cure Muscular Dystrophy („Segíts az izomsorvadás gyógyításában”)
Jelenleg inaktív. 2006. december 19-én indította a Décrypthon (a Francia Izomsorvadás Elleni Szervezet, a Francia Országos Tudományos Kutatóközpont és az IBM együttműködése). Ez a projekt a fehérje-fehérje kölcsönhatásokat vizsgálja 40 000 ismert szerkezetű fehérjénél, különös tekintettel azokra, amelyek szerepet játszanak a neuromuszkuláris betegségek  kialakulásában. Az így létrejövő információs adatbázis segít majd a kutatóknak olyan molekulákat tervezni, amelyek gátolják vagy elősegítik bizonyos makromolekulák összekapcsolódását, így remélhetőleg jobb kezelési módszereket dolgozhatnak ki az izomsorvadásra és más neuromuszkuláris betegségekre. 2009 márciusáig a felhasznált gépidő több mint 8000 év.

### Discovering Dengue Drugs - Together („Dengue-gyógyszerek felfedezése – együtt”)
A 2007. augusztus 21-én indított projekt célja ellenszereket találni a Dengue-láz, a hepatitis-C, a nyugat-nílusi láz és a sárgaláz vírusa ellen. A projekt indítói a University of Texas Medical Branch, a University of Chicago és a Lanier Middle School. 2009 márciusáig a felhasznált gépidő több mint 9000 év.

### Help Conquer Cancer („Segíts a rák legyőzésében”)
Nevében hasonlít a már befejezett Help Defeat Cancer projekthez, és a projekt célja is hasonló, az alkalmazott eljárás azonban különbözik: a 2007 november 5-én indított projekt proteinek röntgen-krisztallográfiás azonosítását próbálja javítani, ezáltal segítve a rákkal kapcsolatos proteinek gyorsabb és hatékonyabb azonosítását. A projekt vezetői az Ontario Cancer Institute és a Hauptmann Woodward Medical Research Institute. 2009 márciusáig a felhasznált gépidő több mint 28 000 év.

### Nutricious Rice for the World („Tápláló rizst a világnak”)
A 2008. május 12-én indított projekt célja a rizs, illetve a főbb rizsfajták fehérjeszerkezetének vizsgálatával és lehetséges fehérjeformák megjósolásával próbáljon ellenállóbb és nagyobb hozamú rizsfajtákat kiszűrni. A projekt vezetője a Washingtoni Egyetem. 2009 márciusáig a felhasznált gépidő több mint 12 000 év.

### The Clean Energy Project („A tiszta energia projekt”)
A 2008. december 5-én indított projekt célja olyan anyagokat találni, amelyek segíthetnek egy új típusú napelem kifejlesztésében. A Harvard Egyetem vezetésével tízezernyi szerves vegyület elektromos és fényelnyelő képességét szimulálják majd, és kiválasztják a legígéretesebbeket, hogy laboratóriumi körülmények között teszteljék őket. 2009 márciusáig a felhasznált gépidő több mint 800 év.

### Help Conquer Childhood Cancer („Segíts a gyerekrák legyőzésében”)
A World Community Grid legújabb projektje az egyik leggyakoribb gyerekkori tumor, a neuroblasztóma gyógyításához keres potenciális gyógyszereket. A projekt befejezéséhez kb. 8000 évnyi gépidő szükséges.

## Magyar részvétel
A World Community Gridnek 2014. áprilisi adatok szerint 2210 tagja van Magyarországról, így a tagok ország szerinti megoszlásában a 23. helyen áll.
A csapatok létszáma szerinti listát tekintve a 2004. november 17-én létrehozott Hungary 793 jelenleg is aktív tagot számlál, tehát a magyar résztvevők kevesebb mint fele e csapat részeként működik közre. Ez az összes csapat listájában 2014 áprilisában létszám szerint a 47. helyen, az összesített gépidőt tekintve a 78., a generált pontok esetén a 99., ill. a visszaküldött eredmények terén pedig a 96. helyen áll.

## Lásd még
- Elosztott számítási projektek listája
- Grid computing
- BOINC: Berkeley-i nyílt hálózati számítási infrastruktúra (Berkeley Open Infrastructure for Network Computing)
- Folding@home
- distributed.net
- grid.org

## Külső hivatkozások

### Magyarul
- A képernyővédő megmenti a világot (Index.hu, 2004. november 22.)
- World Community Grid – Problémamegoldó számítógépes hálózat önkéntesekkel (HVG, 2004. november 26.)

### Angolul
- World Community Grid
- Institute for Systems Biology
- World Community Grid Overview Archiválva 2007. május 5-i dátummal a Wayback Machine-ben Videó (2 perc)
- Flash-based BOINC tutorials, how to attach World Community Grid via BOINC (angolul és csehül)
- World Community Grid Global Statistics